# Jiří Havelka (politik)
Jiří Havelka (25. července 1892 Orel – 5. června 1964 Hostomice) byl český a československý právník a politik, za druhé republiky vedoucí Kanceláře prezidenta republiky a ministr bez portfeje, později ministr dopravy Protektorátu Čechy a Morava.

## Biografie
Narodil se v rodině středoškolského profesora a klasického filologa Jana Havelky (1844-1926) a Marie Havelkové (roz. Čulíkové, 1867 - 1930). Měl dva starší sourozence: Jana Havelku (1888-1969), který pracoval jako obchodní rada na československém velvyslanectví v Tokiu, a Marii Havelkovou (1890-1936). V roce 1902 se rodina vrátila z Ruska do Prahy.
Vystudoval Právnickou fakultu Univerzity Karlovy. Po studiích nastoupil na ministerstvo železnic jako vrchní odborový rada, později osobní tajemník ministrů. V roce 1931 se stal docentem správní vědy a československého správního práva na Univerzitě Karlově. Od roku 1933 byl radou Nejvyššího správního soudu. Zde se sblížil s Emilem Háchou, tehdejším předsedou tohoto soudu. Roku 1938 zastával funkci senátního rady.
Na podzim 1938 si ho nově zvolený prezident Emil Hácha vybral na post vedoucího Kanceláře prezidenta republiky. Zároveň od 1. prosince 1938 zastával funkci československého ministra bez portfeje v první vládě Rudolfa Berana. Patřil mezi blízké spolupracovníky Aloise Eliáše. 16. února 1939 ho Eliáš pozval na tajnou poradu v Unhošti u Prahy, na které se řešil problém rostoucího slovenského separatismu a byla nastíněna možnost ozbrojeného zásahu centrální vlády proti slovenským separatistům.
Post v kabinetu si udržel i v následující druhé vládě Rudolfa Berana, nyní již jako ministr bez portfeje Protektorátu Čechy a Morava. Ve vládě Aloise Eliáše zastával post ministra dopravy. Vládní pozici si udržel do dubna 1941. Patřil ke skupině protektorátních ministrů, která praktikovala zdržovací taktiku vůči okupačním úřadům. Zabránil vydání protižidovských zákonů (vydala je nakonec německá okupační moc). Udržoval kontakty s domácím i zahraničním odbojem. V září 1939 jménem vlády protestoval na velitelství gestapa proti vlně zatýkání. Ve vládě také odmítal vydat proněmecké stanovisko k německému tažení do Jugoslávie. Karl Hermann Frank prosadil Havelkův odchod z vlády i prezidentské kanceláře.
27. září 1941 byl zatčen, několik měsíců vězněn (propuštěn na základě intervence Emila Háchy), následně odstraněn z veřejného života a do konce války držen v domácím vězení.
Po válce byl v roce 1945 zatčen a souzen Národním soudem v dubnu 1947 pro kolaboraci, ale byl zbaven obvinění. Po únorovém převratu roku 1952 byl nuceně vystěhován z Prahy do Hostomic, kde dožil. Zemřel zde roku 1964. Byl zpopelněn a pohřben na Vinohradském hřbitově.